# Пачаме, Карлос
Карлос Оскар Пачаме (исп. Carlos Oscar Pachamé; род. 25 февраля 1944, Фортин-Олаваррия, Ривадавия, Аргентина) — аргентинский футболист, центральный полузащитник.

## Биография

### Игровая карьера
Карлос Пачаме за свою футбольную карьеру выступал в чемпионатах трёх разных стран: Аргентины, Колумбии и США.
Но всё же большую часть своей профессиональной карьеры он провёл в аргентинском «Эстудиантесе», в котором он сыграл 273 матча и забил шесть голов. С «Эстудиантесом» он выиграл три Кубка Либертадорес (1968, 1969 и 1970 годов), Межконтинентальный кубок и чемпионат Аргентины.
Карлос вызывался в национальную сборную с 1967 по 1969 год, и сыграл за неё 10 товарищеских матчей.

### Тренерская карьера
После завершения игровой карьеры Карлос Пачаме стал тренером. В 1983 году вместе с молодёжной сборной Аргентины занял второе место на чемпионате мира среди молодёжи.
Также был помощником Карлоса Билардо на чемпионате мира 1986 года в Мексике, где команда завоевала чемпионство, и чемпионате мира 1990 года в Италии, где команда стала второй.
В 1988 году вместе со сборной Аргентины участвовал в Летних олимпийских играх в Сеуле.

## Достижения

### Клубные
Эстудиантес
- Чемпион Аргентины (1): Метрополитано 1967
- Обладатель Кубка Либертадорес (3): 1968, 1969, 1970
- Финалист Кубка Либертадорес (1): 1971
- Обладатель Межконтинентального кубка (1): 1968
- Финалист Межконтинентального кубка (2): 1969, 1970
- Обладатель Межамериканского кубка (1): 1968